# SingStar (PlayStation 3)
SingStar (titolo interno: My Singstar) è un videogioco di karaoke sviluppato per PlayStation 3 e segue i videogiochi della serie Singstar sviluppata per PlayStation 2. Il gioco è sviluppato dalla SCE London Studio e pubblicato dalla Sony Computer Entertainment. La commercializzazione del videogioco è prevista per il 7 dicembre 2007  in Nord dell'Europa, il 6 dicembre in Australia e nel Nord America a maggio 2008.

## SingStar PS3Track Lists

### Lista Tracce Internazionali
| SingStar PS3                      |                             |
| Britney Spears                    | "Toxic"                     |
| blink-182                         | "All the Small Things"      |
| Blur                              | "Coffee & TV"               |
| The Automatic                     | "Monster"                   |
| The Cardigans                     | "Lovefool"                  |
| Coldplay                          | "Fix You"                   |
| The Fratellis                     | "Chelsea Dagger"            |
| Gorillaz                          | "Feel Good Inc"             |
| Gwen Stefani                      | "Cool"                      |
| Junior Senior                     | "Move Your Feet"            |
| The Killers                       | "Mr. Brightside"            |
| Macy Gray                         | "I Try"                     |
| Musical Youth                     | "Pass the Dutchie"          |
| Ne-Yo                             | "So Sick"                   |
| Orson                             | "No Tomorrow"               |
| OutKast                           | "Hey Ya!"                   |
| Primal Scream                     | "Movin' On Up"              |
| Pussycat Dolls                    | "Beep"                      |
| Radiohead                         | "No Surprises"              |
| Razorlight                        | "America"                   |
| REM                               | "Losing My Religion"        |
| Robbie Williams and Nicole Kidman | "Somethin' Stupid"          |
| Scissor Sisters                   | "I Don't Feel Like Dancin'" |
| The Stone Roses                   | "She Bangs The Drums"       |
| Supergrass                        | "Alright"                   |
| Twisted Sister                    | "We're Not Gonna Take It"   |
| U2                                | "Beautiful Day"             |
| Weezer                            | "Buddy Holly"               |
| Wolfmother                        | "Love Train"                |
| The Zutons                        | "Valerie"                   |

### Lista Tracce Tedesche
| Artista           | Canzone                             | Removed                                 |
| ----------------- | ----------------------------------- | --------------------------------------- |
| SingStar PS3      |                                     |                                         |
| Christina Stürmer | "Nie Genug"                         | The Automatic - "Monster"               |
| Depeche Mode      | "Precious"                          | Blur - "Coffee & TV"                    |
| Fools Garden      | "Lemon Tree"                        | The Fratellis - "Chelsea Dagger"        |
| Lou Bega          | "Mambo No. 5 (A Little Bit Of ...)" | The Killers - "Mr. Brightside"          |
| Nelly Furtado     | "Powerless (Say What You Want)"     | Ne-Yo - "So Sick"                       |
| Reamonn           | "Tonight"                           | Orson - "No Tomorrow"                   |
| Ronan Keating     | "Lovin' Each Day"                   | Primal Scream - "Movin' On Up"          |
| Rosenstolz        | "Auch Im Regen"                     | Radiohead - "No Surprises"              |
| Sarah Connor      | "Bounce"                            | Razorlight - "America"                  |
| Texas Lightning   | "No No Never"                       | The Stone Roses - "She Bangs The Drums" |
| Tokio Hotel       | "Der Letzte Tag"                    | Wolfmother - "Love Train"               |
| US5               | "Maria"                             | The Zutons - "Valerie"                  |

### Lista Tracce Norvegesi
| SingStar PS3                      |                                    |
| Alexander With                    | "The Other Side"                   |
| Bjørn Eidsvåg & Elvira Nikolaisen | "Floden"                           |
| Elvira Nikolaisen                 | "Egypt Song"                       |
| Elvira Nikolaisen                 | "Love I can't defend"              |
| Gaute Ormåsen                     | "Kjærlighet er mer enn forlskelse" |
| Kaizers Orchestra                 | "Maestro"                          |
| Lilyjets                          | "Perfect Picture"                  |
| Margaret Berger                   | "Samantha"                         |
| Maria Mena                        | "Just Hold Me"                     |
| Mira Craig                        | "Bogeyman"                         |
| Paperboys                         | "Keep It Cool"                     |
| Ravi                              | "Ås to i Osjlo"                    |
| Ravi & DJ Løv                     | "E-ore"                            |
| Karpe Diem                        | "Piano"                            |
| Karpe Diem                        | "Show"                             |

### Canzoni disponibili sul SingStore
| English songs                     |                                                 |
| Alison Moyet                      | "All Cried Out"                                 |
| Arrested Development              | "Tennessee"                                     |
| Augie March                       | "One Crowded Hour"                              |
| Belinda Carlisle                  | "Heaven Is a Place on Earth"                    |
| Blind Melon                       | "No Rain"                                       |
| Bloc Party                        | "Banquet"                                       |
| Blondie                           | "Atomic"                                        |
| Blondie                           | "Hanging on the Telephone"                      |
| Blondie                           | "Heart of Glass"                                |
| Blur                              | "Girls & Boys"                                  |
| Blur                              | "Parklife"                                      |
| Blur                              | "She's So High"                                 |
| Blur                              | "Song 2"                                        |
| Blur                              | "The Universal"                                 |
| Blur                              | "To the End"                                    |
| Bonnie Tyler                      | "Total Eclipse of the Heart"                    |
| Cartel                            | "Honestly"                                      |
| Cartel                            | "Lose It"                                       |
| The Coral                         | "Dreaming of You"                               |
| The Coral                         | "Pass It On"                                    |
| Culture Club                      | "Do You Really Want to Hurt Me"                 |
| Cyndi Lauper                      | "Girls Just Want to Have Fun"                   |
| The Dandy Warhols                 | "Bohemian Like You"                             |
| David Bowie                       | "Let's Dance"                                   |
| David Bowie                       | "Life on Mars?"                                 |
| Delta Goodrem                     | "Born to Try"                                   |
| Depeche Mode                      | "Enjoy the Silence"                             |
| Depeche Mode                      | "Shake the Disease"                             |
| Duran Duran                       | "Hungry like the Wolf"                          |
| Duran Duran                       | "Rio"                                           |
| Elvis Presley                     | "Suspicious Minds"                              |
| Erasure                           | "A Little Respect"                              |
| Europe                            | "The Final Countdown"                           |
| The Fray                          | "Over My Head (Cable Car)"                      |
| The Fray                          | "How to Save a Life"                            |
| Graham Coxon                      | "Standing on My Own Again"                      |
| Graham Coxon                      | "You and I"                                     |
| Hawkwind                          | "Silver Machine"                                |
| Idlewild                          | "Love Steals Us from Loneliness"                |
| Idlewild                          | "You Held the World in Your Arms"               |
| James Dean Bradfield              | "That's No Way to Tell a Lie"                   |
| Jamiroquai                        | "Cosmic Girl"                                   |
| Jamiroquai                        | "Deeper Underground"                            |
| KT Tunstall                       | "Black Horse and the Cherry Tree"               |
| KT Tunstall                       | "Suddenly I See"                                |
| Kasabian                          | "Club Foot"                                     |
| Kasabian                          | "L.S.F."                                        |
| Katrina and the Waves             | "Walking on Sunshine"                           |
| Len                               | "Steal My Sunshine"                             |
| Lightning Seeds                   | "Three Lions"                                   |
| Manic Street Preachers            | "A Design for Life"                             |
| Manic Street Preachers            | "Everything Must Go"                            |
| Manic Street Preachers            | "La Tristesse Durera (Scream to a Sigh)"        |
| Maria Mena                        | "You're The Only One"                           |
| Marillion                         | "Kayleigh"                                      |
| Men at Work                       | "Down Under"                                    |
| Mercury Rev                       | "Goddess on a Hiway"                            |
| Meredith Brooks                   | "Bitch"                                         |
| Nena                              | "99 Red Balloons"                               |
| Paula Abdul                       | "Opposites Attract"                             |
| Pet Shop Boys                     | "Always on My Mind"                             |
| Petula Clark                      | "Downtown"                                      |
| Pink (cantante)                   | "Just like a Pill"                              |
| Razorlight                        | "America"                                       |
| Roxy Music                        | "Avalon"                                        |
| Sade                              | "Smooth Operator"                               |
| Silverchair                       | "Tomorrow"                                      |
| Spin Doctors                      | "Two Princes"                                   |
| Supergrass                        | "Pumping on Your Stereo"                        |
| Supergrass                        | "Richard III"                                   |
| Supergrass                        | "Sun Hits the Sky"                              |
| Ten Sharp                         | "You"                                           |
| Travis                            | "Sing"                                          |
| The Weather Girls                 | "It's Raining Men"                              |
| Wizzard                           | "I Wish It Could Be Christmas Everyday"         |
| The Zutons                        | "Oh Stacey (Look What You've Done!)"            |
| The Zutons                        | "Why Won't You Give Me Your Love?"              |
| The Zutons                        | "You Will You Won't"                            |
| Tracce Tedesche                   |                                                 |
| Die Fantastischen Vier            | "Sie Ist Weg"                                   |
| Münchener Freiheit                | "Ohne Dich (Schlaf' Ich Heut' Nacht Nicht Ein)" |
| Nena                              | "99 Luftballons"                                |
| Rio Reiser                        | "König Von Deutschland"                         |
| Selig                             | "Ist Es Wichtig?"                               |
| Tracce Spagnole                   |                                                 |
| Alaska y Dinarama                 | "A Quién Le Importa"                            |
| Alaska y Los Pegamoides           | "Bailando"                                      |
| Antonio Flores                    | "No Dudaría"                                    |
| Ella baila sola                   | "Cuando Los Sapos Baile Flamenco"               |
| Ella baila sola                   | "Lo Echamos A Suertes"                          |
| Héroes del Silencio               | "Iberia Sumergida"                              |
| Héroes del Silencio               | "Mar adentro"                                   |
| Medina Azahara                    | "Necesito Respirar"                             |
| Natalia Lafourcade                | "En El 2000"                                    |
| Las Niñas                         | "Ojú!"                                          |
| La Oreja de Van Gogh              | "20 De Enero"                                   |
| La Oreja de Van Gogh              | "Muñeca de Trapo"                               |
| La Oreja de Van Gogh              | "Puedes Contar Conmigo"                         |
| La Oreja de Van Gogh              | "Rosas"                                         |
| Pastora Soler                     | "Dámelo Ya"                                     |
| Bertha Patricia Manterola Carrión | "Que El Ritmo No Pare"                          |
| Los Rebeldes                      | "Mediterráneo"                                  |
| Rosario                           | "Mi Gato"                                       |
| Saratoga                          | "Perro Traidor"                                 |
| Las Supremas de Móstoles          | "Eres Un Enfermo"                               |